# Otto Lohse
Carl Gustav Otto Lohse (født 21. september 1858 i Dresden, død 5. maj 1925 i Baden-Baden) var en tysk musiker.
Lohse uddannedes i fødebyens konservatorium dels som violoncellist, dels som klaverspiller. Han kom imidlertid tidlig ind på kapelmestergærningen og virkede i Hamburg, Amerika, London (Coventgarden), Madrid og Bryssel indtil 1912, da han blev operakapelmester ved stadteatret i Leipzig. Lohse, der regnedes blandt Tysklands mest ansete operaledere, optrådte også selv som operakomponist.